# Crim Rocks
Crim Rocks är klippor i Storbritannien.   De ligger i Scillyöarna och riksdelen England, i den södra delen av landet, 500 km väster om huvudstaden London.